# Баранець гімалайський
Баранець гімалайський (Gallinago nemoricola) — вид сивкоподібних птахів родини баранцевих (Scolopacidae).

## Поширення
Птах гніздиться локально в Гімалаях (північно-західна та північно-східна Індія, Непал, Бутан), на південному сході Тибету, у китайській провінції Сичуань та, можливо, у Юньнані. Взимку вид опускається до нижчих висот у Гімалаях, також регулярно мігрує у невеликих кількостях на північ В'єтнаму, і як бродяга (або, можливо, нерегулярний відвідувач) трапляється на пагорбах центральної та південної Індії, Шрі-Ланки, Бангладешу, М'янми, північного Таїланду та Лаосу.

## Середовище проживання
Він розмножується з квітня по червень на альпійських луках і гірських болотах з розкиданими низькими чагарниками або в карликових чагарниках у безплідних, усіяних валунами районах, як правило, між 3000 і 5000 м над рівнем моря, і принаймні іноді до 2100 м, з одним історичним розмноженням з 1200 м. Взимку він часто відвідує болотисту місцевість у вічнозелених лісах і на болотистих луках і чагарниках, нижче 3000 м, іноді опускаючись до низинних рівнин (нижче 100 м).